# Франковский, Владислав Игнатьевич
Владислав Игнатьевич Франковский (23 ноября 1859, Ольшана, Каневский уезд, Киевская губерния, Российская империя — 30 августа 1922, Слупя, Келецкое воеводство, Польская Республика) — военнослужащий Российской императорской армии и дивизионный генерал Войска Польского; участник русско-турецкой войны 1877—1878 годов и Первой мировой войны. Кавалер шести орденов.

## Биография
Родился 23 ноября 1858 года. По вероисповеданию — католик. Окончил Киевскую классическую гимназию.
В Российской императорской армии с 10 марта 1876 года. Окончил Елисаветградское кавалерийское юнкерское училище, откуда был выпущен в чине корнета 16 апреля 1878 года. Служил в Ямбургском 14-м уланском полку. Участвовал в русско-турецкой войне 1877—1878 годов. 23 марта 1880 года получил чин поручика. 21 июня 1880 года получил чин штабс-ротмистра. Окончил Офицерскую кавалерийскую. 26 февраля 1890 года получил чин ротмистра. В течение 11 лет командовал эскадроном. 26 февраля 1900 года получил чин подполковника. 5 октября 1904 года получил чин полковника, с формулировкой «за отличие». С 28 февраля 1908 года по 8 сентября 1913 года был командиром Белгородского 12-го уланского полка. 8 сентября 1913 года получил чин генерал-майора, с формулировкой «за отличие». С 8 сентября 1913 года по 28 февраля 1916 года был командиром 2-й бригады 12-й кавалерийской дивизии. 28 февраля 1916 года был уволен со службы из-за болезни.
После 1917 года начал служить в польской армии. В ноябре 1918 года получил чин генерал-поручика. Занимал должность военного коменданта Пиньчувского повята. До 12 мая 1921 года был исполняющим обязанности командующего генеральным округом Кельце. С 1 сентября 1921 года по 10 июня 1922 года был командующим генеральным округом Гродно. Одновременно с этим был заместителем председателя офицерского трибунала. 5 июня 1919 года получил чин дивизионного генерала. В июне 1922 года был отправлен в отставку.
Скончался 30 августа 1922 года и был похоронен в Варшаве на кладбище Старые Повонзки.

## Награды
- Орден Святого Владимира 2-й степени с мечами (18 октября 1915)[1];
- Орден Святого Владимира 3-й степени (1911) с мечами (3 марта 1915)[1];
- Орден Святой Анны 1-й степени с мечами (5 декабря 1914)[1];
- Орден Святой Анны 2-й степени (1902)[1];
- Орден Святого Станислава 1-й степени с мечами (5 декабря 1914)[1];
- Орден Святого Станислава 2-й степени (1895)[1].